# Aristophane de Byzance
Pour les articles homonymes, voir Aristophane (homonymie).
Aristophane de Byzance, en grec ancien Ἀριστοφάνης / Aristophanês (Byzance v. 257 – Alexandrie v. 180 av. J.-C.) est un grammairien et critique grec. Il a été éclipsé par son disciple, Aristarque de Samothrace, mais l'Antiquité voyait en lui l'un de ses meilleurs grammairiens.

## Notice historique
Né vers 257, il part pour Alexandrie pendant sa jeunesse, et y devient disciple de Zénodote et de Callimaque de Cyrène. Il se consacre aux poèmes homériques, dont il donne la première édition véritablement critique, et aux œuvres d'Hésiode, Alcée, Pindare, Sophocle, Euripide, Aristophane ou encore Ménandre, pour lesquelles il écrit des introductions. Il est également l’auteur d’un Lexique contenant des mots archaïques et usuels, des synonymes, des textes usuels etc. À la suite d'Apollonios de Rhodes et d'Ératosthène, il prend la tête de la bibliothèque d'Alexandrie en 195. On lui attribue la mise au point des diacritiques de l'alphabet grec. Il est mort à Alexandrie vers 185/180. Parmi ses élèves, on compte Callistrate, Aristarque de Samothrace ou Artémidore l'Aristophanien.
Vitruve raconte comment il fut nommé chef de la Bibliothèque d'Alexandrie : Sous Ptolémée IV Philopator, il rejoignit le jury d'un concours de littérature. Il avait été recommandé au roi par les bibliothécaires parce qu'il venait chaque jour "lire attentivement tous les livres, les uns après les autres". Il déclara que six des candidats au concours étaient des plagiaires. Pour le démontrer, "confiant sur sa propre mémoire", il fit amener certains rouleaux de la bibliothèque et les compara avec les poèmes qui avaient été lus. C'est pour l'en récompenser que Ptolémée IV le nomma à la tête de la bibliothèque.
Pour des raisons que l'on connaît mal, Aristophane chercha à fuir Alexandrie, le Musée et la tutelle du roi d'Égypte. Il se pourrait qu'il voulût rejoindre Pergame afin d'intégrer la bibliothèque concurrente de celle des Lagides et se mettre sous la protection d'Attale Ier. En tous cas, il fut découvert et arrêté.

## Œuvre
Dans son Épitomé zoologique, Aristophane de Byzance commente ainsi Théophraste sur le règne animal : 
« Les animaux qui piquent occasionnent une douleur qui n’est pas due à une substance injectée par leur dard mais à la finesse de leur dard ; c'est pourquoi les animaux qui ont des dents très fines produisent eux aussi une douleur particulièrement vive ».

## Éditions
- William J. Slater (éd.), Aristophanis Byzantii Fragmenta (Sammlung griechischer und lateinischer Grammatiker, 6), Walter de Gruyter, Berlin et New York, 1989.

- Canfora Luciano (1988), La véritable histoire de la bibliothèque d'Alexandrie, 1ère éd., Paris, Éditions Desjonquères (Les chemins de l'Italie).

- Notices d'autorité :   - VIAF
  - ISNI
  - BnF (données)
  - IdRef
  - LCCN
  - GND
  - Italie
  - CiNii
  - Espagne
  - Pays-Bas
  - Israël
  - NUKAT
  - Suède
  - Vatican
  - Norvège
  - Lettonie
  - Grèce
  - WorldCat